# Huernia hallii
Huernia hallii är en oleanderväxtart som beskrevs av E. och B. M. Lamb. Huernia hallii ingår i släktet Huernia och familjen oleanderväxter. Inga underarter finns listade i Catalogue of Life.